# Richie Kotzen
Richie Kotzen (ur. 3 lutego 1970 w Reading) – amerykański multiinstrumentalista (niemniej jednak jest najbardziej znany ze swojej gry na gitarze elektrycznej), kompozytor, wokalista oraz autor tekstów piosenek. Łączy w swej muzyce wpływy zarówno soulu, jazzu, bluesa, jak i hard rocka.
Muzyką zainteresował się już w dzieciństwie – od 5 roku życia gra na fortepianie, 2 lata później zainspirowany zespołem KISS rozpoczął naukę gry na gitarze elektrycznej. Gdy miał 12 lat, założył swój pierwszy zespół – Arthurs Museum, z którym koncertował w Pensylwanii, Delaware i New Jersey. W wieku 18 lat nagrał swój pierwszy album i pojawił się między innymi na okładce Guitar World Magazine, którego czytelnicy uznali Kotzena za jednego z 3 najlepszych nowych gitarzystów.
Wkrótce dołączył do glam rockowego zespołu Poison, z którym nagrał w 1993 album Native Tounge. Mimo komercyjnego sukcesu został wyrzucony z zespołu z powodu romansu z byłą narzeczoną perkusisty. Kotzen poświęcił się wtedy karierze solowej.
W 1999 został zaproszony przez legendę jazzu Stanley Clarke’a do nagrania płyty z projektem Vertu. Pod koniec tego roku Richie dołączył również do hardrockowego zespołu Mr. Big. W 2005 roku ukazała się płyta kolejnego zespołu z Kotzenem w składzie – Forty Deuce.
W 2006 roku otwierał japońską trasę The Rolling Stones.
W roku 2012 gitarzysta rozpoczął współpracę z Mikiem Portnoyem (Dream Theater) i Billym Sheehanem (Mr. Big), nazywając ową supergrupę The Winery Dogs. Debiutancki album zespołu ukazał się w maju 2013 roku.

## Dyskografia
| Solo - (1989) Richie Kotzen - (1990) Fever Dream - (1991) Electric Joy - (1994) Mother Head’s Family Reunion - (1995) The Inner Galactic Fusion Experience - (1996) Wave of Emotion - (1996) Times Gonna Tell (EP) - (1997) Something to Say - (1998) What Is - (1999) Break It All Down - (1999) Bi-Polar Blues - (2001) Slow - (2003) Change - (2003) Acoustic Cuts - (2004) Get Up - (2004) The Best of Richie Kotzen - (2005) Ai Senshi Z×R (Muzyka z tej płyty została wykorzystana w popularnym anime Gundam) - (2006) Into the Black - (2006) Instrumental Collection: The Shrapnel Years - (2007) Return of the Mother Head’s Family Reunion – Japonia i Europa; W USA nosi tytuł Go Faster - (2008) Live in São Paulo - (2009) Peace Sign - (2011) 24 Hours - (2014) The Essential - (2015) Cannibals - (2017) Salting Earth - (2020) 50 for 50 Arthurs Museum - (1988) Gallery Closed Poison - (1993) Native Tongue Mr. Big - (1999) Get Over It - (2000) Deep Cuts - (2001) Actual Size - (2002) In Japan - (2004) Influences & Connections – Vol. 1 Forty Deuce - (2005) Nothing to Lose |  | Vertú - (1999) Vertú (project with Stanley Clarke and Lenny White) Wilson Hawk - (2009) The Road Sass Jordan - (1994) Rats Pozostałe powiązania - (1995) Tilt (z Gregiem Howe’em) - (1996) Sticky Wicked (z TM Stevensem) - (1996) Ground Zero (z TM Stevensem) - (1997) Project (z Gregiem Howe’em) - (1996) Only You (z TM Stevensem) - (1999) Not So Innocent (z Jesse’s Powertrip) - (2000) Mikazuki in Rock (z Mikazuki Tekkodan) - (2000) Submarine (z Greggiem Bissonettem) - (2003) All That I’d Be (ze Steve’em Saluto) - (2004) Nowhere To Go (z Takayoshi Ohmura) - (2006) Rough Beat (ze Steve’em Saluto) - (2006) Avalon (z Richiem Zito) - (2006) Erotic Cakes (z Guthrie Govan) - (2007) Live For Tomorrow (z Marco Mendozą) Nagrania z różnymi artystami - (1991) Bill & Ted's Bogus Journey: Music from the Motion Picture - (1992) L.A. Blues Authority – „L.A. Blues Authority” - (1992) The Guitars That Rule The World – Vol. 1 - (1994) L.A. Blues Authority Volume V: Cream Of The Crop - (1996) Crossfire – (A Tribute to Stevie Ray Vaughan) - (2000) Bat Head Soup: A Tribute to Ozzy - (2001) Stone Cold Queen: A Tribute to Queen - (2002) One Way Street: A Tribute To Aerosmith CD - (2002) An All Star Lineup Performing The Songs Of Pink Floyd - (2004) Spirit Lives On: The Music Of Jimi Hendrix Revisited Vol. 1 - (2005) Numbers From The Beast – An All Stars Salute To Iron Maiden |

## Filmografia
- Jason Becker: Not Dead Yet (2012, film dokumentalny, reżyseria: Jesse Vile)[8]